# Аленкар, Барбара де
Барбара Перейра де Аленкар (порт. Bárbara Pereira de Alencar; 11 февраля 1760, Эшу (Пернамбуку) — 18 августа 1832, Фронтейрас, Пиауи) — бразильская революционерка, активная участница Пернамбуканской революции и создания Экваториальной конфедерации. Национальный герой Бразилии.

## Биография
Португальского происхождения. Родилась на ферме. Вышла замуж за португальского торговца Хосе Гонсалвеша ду Сантоса. Помогала мужу в торговых операциях. Мать четырёх сыновей-революционеров, двое из которых пали в ходе революции и борьбы за Экваториальную конфедерацию.
В 1817 году активно поддержала сыновей и участвовала в ходе подготовки и проведении Пернамбуканской революции, одной из первых попыток создать независимое правительство в Бразилии.
После подавления восстания силами португальской монархии её семейное имущество было конфисковано, она арестована и подвергнута пыткам за свои политические взгляды во время революции. Считается первой политзаключённой в истории Бразилии.
Спасаясь от политических преследований, несколько раз меняла место жительства. Умерла в 1832 году в г. Фронтейрас, Пиауи.
Её внуком был писатель Жозе де Аленкар, а писатель Пауло Коэльо — потомок Барбары Перейры де Аленкар в шестом поколении.

## Память
- В г. Форталеза установлен памятник Барбаре Перейре де Аленкар.
- В 2012 году почта Бразилии выпустила марку, посвящённую 180-летию со дня её смерти Архивная копия от 21 декабря 2019 на Wayback Machine.
- Снят документальный фильм, посвящённый бразильской героине[2].